# 中澤佳子のうっぴぃステーション
『中澤佳子のうっぴぃステーション』は、信越放送（SBCラジオ）で2009年10月18日から放送されているラジオ番組。

## 概要
信越放送アナウンサーの中澤佳子をメインパーソナリティに、週替わりのゲストやユー・グループのキャラクター「うっぴぃ」とのトーク、ラジオカーからのレポートなどで構成される。2022年10月にリニューアルされ、新テーマは「仕事にプライベートに頑張る人を応援する情報番組」。

## 出演者
- 中澤佳子
- うっぴぃ[4]

## 主なコーナー
- ピックアップ・ヒューマン
- うっぴいエンタメ情報
- SDGsで まちづくり
- ユーグループからのお知らせ

## 放送時間の変遷
全て日曜日の放送
- 2009年10月18日 - 2010年6月27日：18:30 - 19:00
- 2010年7月4日 - 2012年10月28日：18:10 - 19:00
- 2012年11月4日 - 現在：18:05 - 19:00